# Archibald MacLeish
Archibald MacLeish (Glencoe, 7 maggio 1892 – Boston, 20 aprile 1982) è stato un poeta e drammaturgo statunitense.

## Biografia
Era il figlio di Andrew MacLeish, imprenditore di origine scozzese, e di Martha Hillard, insegnante del Rockford College. I suoi nonni, Agnes Lindsay e Archibald MacLeish, erano aristocratici appartenenti ai Clan Lindsay e Macpherson.
Dopo essersi laureato all'Università di Harvard partecipò alla prima guerra mondiale e rimase in Europa fino al 1930. Sin dall'inizio la sua poesia risentì dell'influsso di Eliot e Pound; infatti la sua prima antologia ebbe titolo Tower of Ivory (Torre d'avorio, 1917).
Tornato nel 1930 in America, si impegnò soprattutto nei problemi sociali del suo tempo, dei quali espressione primaria fu la sua opera radiofonica The Fall of The City (La caduta della città, 1937), che ebbe grande successo dalle prime rappresentazioni.
Nel 1937 costituì con gli amici scrittori Ernest Hemingway, John Dos Passos e la commediografa Lillian Hellman una società per raccogliere i fondi per un nuovo documentario propagandistico antifascista di Hemingway dal titolo The Spanish Earth (Terra di Spagna) sulla guerra civile spagnola, che venne presentato il 4 giugno 1937 a New York nel corso di una riunione organizzata dalla League of American Writers, dopo che, sempre con Dos Passos e la Hellman, ebbe costituita la Contemporary Historian Inc. per fare in modo che il famoso regista Joris Ivens e il cameraman John Ferno partecipassero al film.
Scrisse anche vari saggi politici e, per il teatro, vanno menzionati J.B., dramma rappresentato per la prima volta nel 1958 e ispirato alla storia biblica di Giobbe, e Herakles, del 1967.
Ebbe ben tre Premi Pulitzer: due per la poesia  ed uno per la drammaturgia.
È nonno di Bruce Dern e bisnonno della figlia di quest'ultimo, Laura, entrambi attori.

## Premi e riconoscimenti
- Premio Pulitzer per la poesia: 1933 per Conquistador e 1953 per Collected Poems, 1917-1952[2]
- Premio Bollingen per la poesia: 1952[3]
- National Book Award per la poesia: 1953 per Collected Poems, 1917-1952[4]
- Tony Award alla migliore opera teatrale: 1959 per J.B.[5]
- Premio Pulitzer per la drammaturgia: 1959 per J.B.[6]